# Firmin Perez
Firmin Perez est un footballeur français né le 6 juillet 1959 à Fuente-Álamo (Espagne). Il évoluait au poste de stoppeur-libéro.

## Biographie
Firmin Perez dispute 13 matchs en Division 1 sous les couleurs de l'ASSE.

## Carrière
- 1979-1982 :  AS Saint-Étienne (réserve)
- 1982-1984 :  AS Saint-Étienne
- 1984-1986 :  Cartagena FC
- 1986-1988 :  CO du Puy
- 1988-1989 :  AC Arles
- 1989-1993 :  US St Alban